# Helényi Tibor
Helényi Tibor (Budapest, 1946. február 18. – Budapest, 2014. február 8.) Munkácsy Mihály-díjas grafikus, festőművész. Interpress Magazin címlapjait, könyvborítókat és moziplakátokat szerkesztett. Nevéhez fűződik, a magyar mozibemutatóhoz készült, azóta a gyűjtők körében kultikussá vált, a Csillagok háborúja, A Birodalom visszavág és A Jedi visszatér című filmek moziplakátja. 

## Életpályája
1966 és 1971 között a Magyar Iparművészeti Főiskolán tanult, többek közt Baska József és Ernyei Sándor tanítványaként.
Helényi 1966 óta festett, 1974-ben a plakátgrafikával foglalkozó Papp-csoporthoz csatlakozott, majd a hetvenes évek közepétől a Perspektíva-csoport tagja lett. Legelső egyéni kiállítása 1978-ban Barbár geometria címmel, a második 1982-ben Testmás címmel került megrendezésre. 
1977-től 1992-ig az Interpress Magazin tervező grafikusaként és szerkesztőjeként dolgozott és az újság címlapjait felváltva tervezte Kemény Györggyel. Helényi, kortársaitól eltérően, filmplakátjait és címlapjait is festette.
Helényi olyan jelentős filmek magyarországi bemutatójának a plakátjait tervezte, mint a Csillagok háborúja-trilógia, a Ben-Hur, a Hegylakó, a Maraton életre-halálra, a Harmadik típusú találkozások, A nyolcadik utas: a Halál vagy az 1989-es megjelenésű, utolsó mozifilmplakát tervezése, a Robotzsaru.
Az 1990-es években számos könyv borítóját tervezte Helényi, az ő munkája látható Stephen King – Cujo, Robin Cook – Agy és Clive Barker – Korbács című regényének magyar kiadásának a borítóján.

## Egyéni kiállítások
- 1975 • Stúdió Galéria, Budapest [Balla Margittal és Felvidéki Andrással]
- 1978 • Barbár geometria, Magyar Nemzeti Galéria, Budapest
- 1979 • Barbár geometria, Galerie K am Rudolfplatz, Köln
- 1980 • Nemzetközi képzőművészeti kiállítás [Hencze Tamással], Modern Művészeti Múzeum, Belgrád
- 1982 • Testmás, Dorottya u. Galéria, Budapest
- 1983 • Testmás, Collegium Hungaricum, Bécs
- 1984 • A 17. São Paulói Biennálé magyar résztvevői [Molnár Sándorral], Salamon torony, Visegrád • Kék és Vörös kápolna [Felvidéki Andrással], Balatonboglár
- 1988 • Barbár geometria, Testmás, Függőképek, Ernst Múzeum, Budapest
- 1992 • No. 5 Galéria, Budapest
- 1996 • Dorottya u. Galéria, Budapest
- 2000 • Fővárosi Képtár, Budapest

## Díjai, kitüntetései
- Munkácsy Mihály-díj (2002)